# Birchfield Motor
Die Birchfield Motor Company war ein australischer Automobilhersteller in Rockingham (Western Australia). Gründer und Eigentümer war Nicky Lotay. Die Firma ging aus dem britischen Hersteller CV Shapecraft hervor. Lotay war Mitarbeiter von Shapecraft und emigrierte nach Australien, um eigene Autos zu bauen.
Birchfield stellte zwischen 2003 und 2004 auf Kundenbestellung Nachbildungen des Jaguar S.S.100 von 1937 her.